# 服部力 (建築家)
服部 力（はっとり つとむ、1942年 - ）は、日本の建築家。日本建築家協会々員。
1942年生まれ。1965年大学卒業、竹中工務店（本社設計部）入社、1975年まで建築設計、都市再開発計画に携わる。その間竹中技術研究所特別研修生として、都市環境問題を研究。その後独立、名古屋・東京に㈱服部都市建築設計事務所を開設。1983～85年、三重大学（建築学科）非常勤講師、1994年工学博士学位取得。現在、㈱服部都市建築設計事務所主宰。
1994年「千里団地HI工区再開発コンペ」で最優秀賞受賞（実施）、1999年さかとく小児科で三重県建築賞、2003年大阪木津卸売市場再開発（食文化集約拠点）設計コンペ優秀賞、2003年都市再開発計画”名古屋 星ヶ丘テラス”で名古屋市都市景観賞受賞、2006年第47回BCS賞受賞、その他磯部町立ひまわり保育所、永井こどもクリニックで三重県建築賞を受賞。その他法仙坊ゴルフクラブハウス、インドネシアKGSジャカルタ事業所、サンゲツ札幌・仙台・大阪・岡山・福岡店、津メディカルモール、セメダイン開発センター（研究所）、日本梱包運輸倉庫㈱東京本社ビル、カナダRB社成田オークション会場、CGC稲沢チルドセンター等があり、高級住宅設計作品も多い。
2007年より、NEXCO中日本・CSR懇委員。その他大手企業数社の経営、建築顧問。著書に「超高層時代の建築教育」、1977「建築と緑」共著、1990「現代の高級住宅　服部 力作品集Ⅰ」、1992「現代の物流施設」、2001「建築プランナーのための環境設計資料」共著、2005「現代の高級住宅　服部 力設計監修 作品集Ⅱ」、「現代日本の建築 ARTBOX2､3」掲載などがある。